# اليونانيون في شبه جزيرة القرم في العصور ما قبل الرومانية

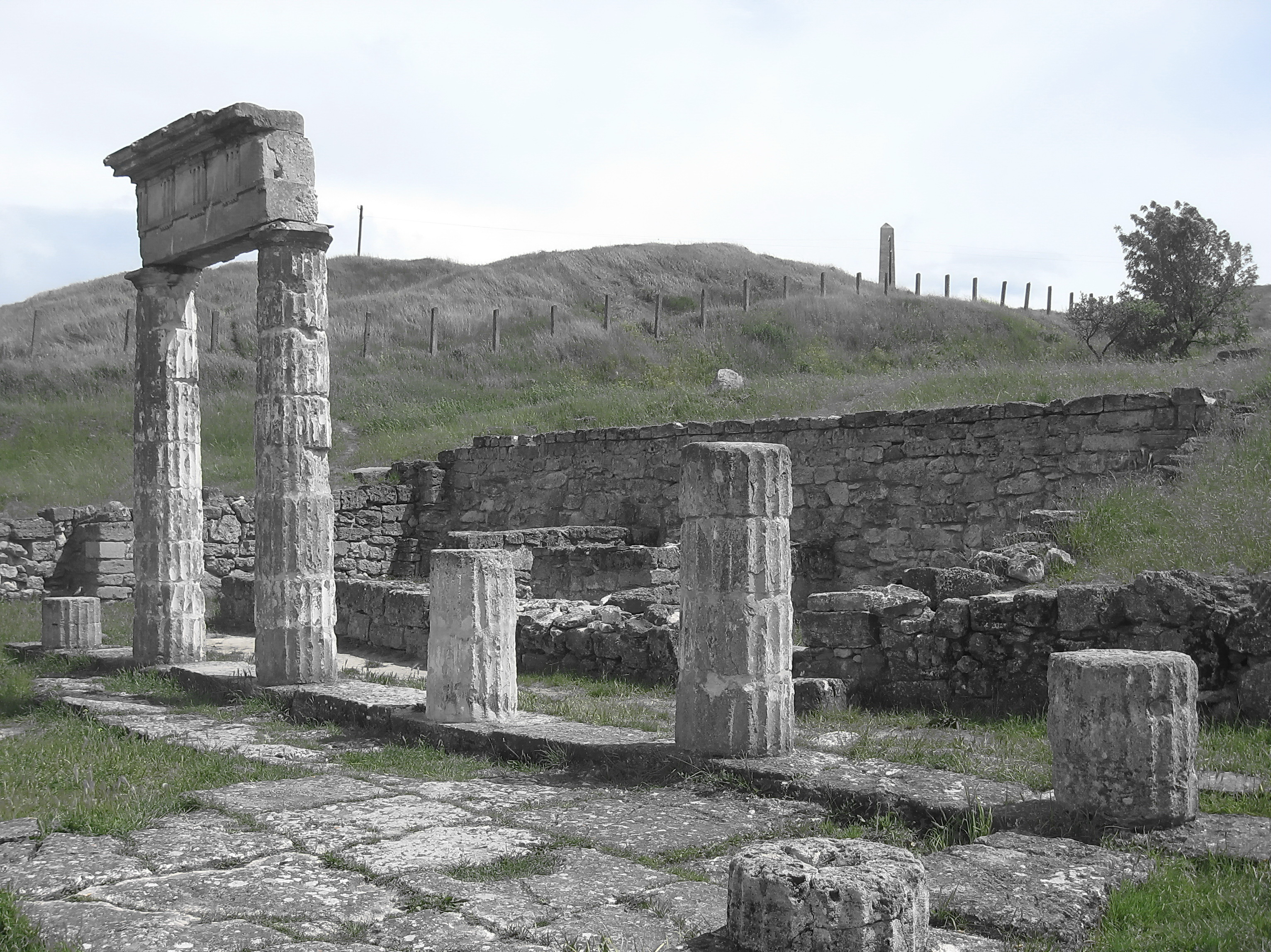

بدأت المدن اليونانية (بوليس) في إنشاء مستعمرات على طول ساحل شبه جزيرة القرم المطل على البحر الأسود في القرن السابع أو السادس قبل الميلاد. أُنشئت العديد من المستعمرات بالقرب من مضيق كيرتش، الذي كان يعرف حينها باسم البوسفور الكيميري. كانت كثافة المستعمرات حول مضيق البوسفور الكيميري كبيرة جدًا عند مقارنتها مع كثافة المستعمرات اليونانية في المناطق الأخرى، وهو ما يعكس الأهمية الاستثنائية للمنطقة. أُنشئَت أغلب هذه المستعمرات من قبل الأيونيين القادمين من مدينة ميليتوس الواقعة في منطقة آسيا الصغرى. بحلول منتصف القرن الأول قبل الميلاد، أصبحت مملكة بوسبوران دولة تابعة للجمهورية الرومانية المتأخرة، إيذانًا ببدء عصر شبه جزيرة القرم الرومانية ضمن الإمبراطورية الرومانية.

## أصل التسمية
تُعدّ أسماء توريكا وخرسونسه توريك وتوريس من الأسماء التي عرفت بها شبه جزيرة القرم في العصور القديمة الكلاسيكية وأوائل العصر الحديث. أطلق اليونانيون على المنطقة اسم الشعب الذي كان يقطنها، شعب تواري، أما اسم تشيرسونيسوس توريكا فيمثل النسخة اللاتينية للاسم اليوناني.

## المستعمرات اليونانية
تأسست أول مستعمرة يونانية، مستعمرة بانتيكابايون، في أواخر القرن السابع أو أوائل القرن السادس قبل الميلاد في ميليتوس (باعتبارها مستعمرة حقيقية، لا مجرد محطة تجارية). توضعت هذه المستعمرة على جبل ميثراداتس على الجانب الغربي من مضيق البوسفور الكيميري في المنطقة التي تعرف اليوم باسم مدينة كرج. هيمنت على المستعمرة، خلال القرون الأولى من إنشائها، البضائع اليونانية المستوردة كالفخار والطين المحروق والأدوات المعدنية التي كانت تستورد من ورشات عمل في مدن كرودس وكورنث وساموس وأثينا (فقد عُثر على العديد من المزهريات المصنوعة على الطراز الأثيني في تلك المنطقة، وأطلق على هذا الطراز اسم «طراز كرج»). كانت المنتجات المحلية المستنسخة من المنتجات المصنوعة على طراز كرج منتشرة في المنطقة في نفس الفترة. قلد صانعو الفخار المحليون الأوعية الهلنستية وكذلك الأطباق الميغارية. قامت المستعمرة بسك العملات الفضية ابتداءًا من القرن الخامس قبل الميلاد، والعملات الذهبية والبرونزية ابتداءًا من القرن الرابع قبل الميلاد. وبلغت مساحتها في ذروة اتساعها 100 هكتار (250 فدانًا).
تضم المستعمرات التابعة لميليتوس والواقعة على الجزء التابع لشبه جزيرة القرم من مضيق البوسفور الكيميري أيضًا كلًا من كيميريكون وتيريتاكي وميرميكيون. تأسست مدينة ثيودوسيا، التي تعرف اليوم باسم فيودويسيا، وفقًا للأدلة الأثرية، في القرن السادس قبل الميلاد. ذُكرت المدينة لأول مرة في التاريخ بعد صدها لهجمات ساتيروس، حاكم مملكة البوسفور، حوالي عام 390 قبل الميلاد. حول ليوكون، خليفة ساتيروس، مدينة ثيودوسيا إلى ميناء بارز لشحن البضائع إلى اليونان، وخصوصًأ أثينا. تأسست مدينة كيميريكون في القرن الخامس قبل الميلاد على الساحل الجنوبي لشبه جزيرة كرج، عند المنحدر الغربي لجبل أوبوك، على بعد حوالي 50 كيلومتر (31 ميل) إلى الجنوب الغربي من مدينة بانتابايوم. من الممكن أن يكون أصل اسم كيميريكون مستمدًا من مستوطنة كيميريان التي كانت متواجدة في تلك المنطقة قبل تأسيس المستعمرة. أصبحت مستعمرة كيميريكون فيما بعد معقلًا هامًا للدفاع عن مملكة البوسفور في وجه هجمات السكوثيين. كانت مستعمرة تيريتاكي تقع في الجزء الشرقي من شبه جزيرة القرم، على بعد حوالي 11 كيلومتر (6.8 ميل) إلى الجنوب من مدينة بانتيكابايوم. تم التعرف على بانتابايوم بشكل مبدأي من خلال الأنقاض التي عثر عليها في منطقة كاميش بورون على ضفاف مضيق البوسفور الكيميري. لم تذكر مدينة بانتابايوم في النصوص الأدبية القديمة سوى بضعة مرات. أثبتت عمليات التنقيب الأثري أن المستعمرة، التي تأسست في منتصف القرن السادس قبل الميلاد، كانت متخصصة في الصناعات الحرفية وفي زراعة الكروم، وأصبحت مهن صيد الأسماك وإنتاج النبيذ، خلال القرون الأولى من إنشاء المستعمرة، مهنًا أساسية فيها وداعمة لاقتصادها. كانت مستعمرة ميرميكون تقع على ضفاف مضيق البوسفور الكيميري على بعد 4 كيلومترات (2.5 ميل) إلى الشمال من مدينة بانتيكابايوم. تأسست ميرميكون في منتصف القرن السادس قبل الميلاد بصفتها مدينة يونانية (بوليس) مستقلة، وسرعان ما أصبحت واحدة من أغنى المدن في المنطقة. تخصصت المدينة، في القرن الخامس قبل الميلاد، بصناعة النبيذ وصك العملات المعدنية الخاصة بها، وكانت محاطة بجدران شاهقة تبلغ سماكتها حوالي 2.5 متر (8.2 قدم).